# Tamyen
Tamyen (Thamien; prema misiji zovu se i Santa Clara Costanoan), jedna od Costanoanskih skupina iz Kalifornije, čije se područje nalazilo u dolini Santa Clara Valley, okrug Santa Clara. Hodge ih locira između rijeka Guadalupe i Coyote i planinama na zapadu, i od rudnika žive, New Almaden na jugu pa na sjever do Alvisa, uključujući i mjesto gdje se nalazi današnji grad San José.Njihova sela nalazila su se na Coyote i Calaveras Creeku. 
Prva misija izgrađena je 1777, na mjestu sela So-co-is-u-ka, a utemeljili su je franjevci Tomás de la Peña i Joseph Antonio Marguia.
Ovaj kraj nalazi se južno od zaljeva San Francisco. Njihovi susjedi na istoku i sjeveroistoku su Chocheño, na sjeverozapadu Ramaytush, s kojima su jezično najsrodniji (jezik sjeverni ohlone), i Mutsun na jugu. Potomaka možda imaju u suvremenom plemenu Muwekma Ohlone.
Njihove lokalne skupine bile su Gergecensens i Socoisukas.